# Informationsdienst gegen Rechtsextremismus
Der Informationsdienst gegen Rechtsextremismus (abgekürzt IDGR) bestand von 1998 bis 2006 als privater kostenfrei nutzbarer Online-Service, der Rechtsextremismus, Neonazismus und Antisemitismus mit Informationen über dieses Themenfeld entgegentrat.

## Zielsetzung
Hauptanliegen des IDGR war die Aufklärung über internationalen Rechtsextremismus, darunter Aktivitäten von Holocaustleugnern, und entsprechende Organisationen. Dazu sammelte und wählte er Informationen aus dem Internet, aus öffentlich zugänglichen Massenmedien und wissenschaftlichen Veröffentlichungen. Er gab als Zielgruppe allgemein Interessierte an, die sich über das Internet einen ersten Überblick zu den genannten Themen verschaffen möchten.
In einem Lexikoneintrag definierte der IDGR Rechtsextremismus unter Berufung auf Wolfgang Benz als Ablehnung grundlegender demokratischer Verfassungsprinzipien in Verbindung mit einigen ideologischen Elementen, die nicht immer alle zugleich vorlägen: darunter aggressiver und elitärer Nationalismus, Antisemitismus, Rassismus, Neigung zu Verschwörungstheorien und Bereitschaft zu Gewalt. Die Redaktion wollte nur erwiesene Verbindungen von Personen der Zeitgeschichte zu rechtsextremen Tendenzen darstellen.

## Träger und Mitarbeiter
Der IDGR wurde im Jahr 1998 von der Politikwissenschaftlerin Margret Chatwin eingerichtet und herausgegeben. Sie finanzierte und redigierte die Website ohne institutionellen Träger, erhielt keine Spenden- oder Fördermittel für ihre Arbeit und zahlte keine Honorare an die übrigen Autoren.
Die Artikel wurden von knapp 40 weiteren Autoren freiwillig und unentgeltlich erstellt, darunter Mitarbeiter von Holocaustgedenkstätten, Studenten, Journalisten, Fachbuchautoren und Rechtsextremismusexperten wie:
- Thomas Grumke, Politikwissenschaftler, Publizist und Autor u. a. von Rechtsextremismus in den USA
- Friedrich Paul Heller, Autor u. a. des Buches „Thule. Vom völkischen Okkultismus bis zur Neuen Rechten“ (1995)
- Martin Jander, Historiker, Germanist und Politikwissenschaftler
- Ralph Kummer, Diplom-Politologe, Autor in der Schriftenreihe des Zentrums Demokratische Kultur
- Jürgen Langowski, u. a. Herausgeber der Internetwebseite Holocaust-Referenz – Argumente gegen Auschwitzleugner und des NS-Archivs (siehe Weblinks)
- Anton Maegerle, Archivar und Experte für die deutsche Rechtsextremistenszene, u. a. Autor von Die Sprache des Hasses. Rechtsextremismus und völkische Esoterik (2001)
- Hans-Günter Richardi, Redakteur der Süddeutschen Zeitung und Buchautor, u. a. von Schule der Gewalt. Das Konzentrationslager Dachau (1983).

Diese und andere Mitarbeiter stellten ihr Wissen dem IDGR zur Verfügung und sammelten aktuelle Informationen über Rechtsextremismus aus der allgemein zugänglichen Tagespresse und Publikationen aus allen politischen Lagern, darunter auch aus staatlichen Quellen wie z. B. Verfassungsschutzberichten. Sie werteten diese Informationen aus und bewerteten sie.

## Angebot
Die IDGR-Website bot ein alphabetisch geordnetes Lexikon mit mehr als 500 Einzelartikeln, einen Themenkatalog, Nachrichten, eine Rubrik für neue Artikel und eine interne Suchfunktion. Die Artikel waren untereinander verlinkt, auf rechtsextreme Webseiten wurde jedoch ausdrücklich nicht verlinkt. Gelegentlich wurden ohne besonderen Hinweis Publikationen zitiert, die einige Landesämter für Verfassungsschutz dem Linksextremismus zuordnen.
Die Autoren der Einzelartikel gaben Quellenangaben jeweils als Fußnoten an, die ihrerseits zur Überprüfung querverlinkt waren. Für deren sachliche Richtigkeit zeichneten die jeweiligen Verfasser und die Herausgeberin verantwortlich. Der IDGR betonte, dass die Informationen laufend geprüft und gegebenenfalls korrigiert würden; er forderte seine Leser dazu auf, gefundene Fehlinformationen mitzuteilen. Einige der älteren Artikel wurden seit ihrer Entstehung jedoch kaum aktualisiert, andere erst nach Jahren berichtigt.
Der IDGR beobachtete auch mögliche Berührungspunkte zwischen Rechtskonservatismus und Rechtsextremismus, etwa in der „Neuen Rechten“. Hier sah der IDGR vor allem das Institut für Staatspolitik, die Junge Freiheit, das Studienzentrum Weikersheim und Vertriebenenvereine wie die Junge Landsmannschaft Ostpreußen. Deren Positionen wurden von den Autoren der Einzelartikel nach historischen, politologischen und ideologischen Gesichtspunkten bewertet. Ein weiterer Schwerpunkt war die Dokumentation von Beziehungen zwischen Rechtsextremismus und Esoterik.
Ein Sonderteil „Dokumente“ bot Originaldokumente von Verfahren gegen NS-Verbrecher, Positionspapiere von rechtsextremen Gruppen und Verbotsverfahren gegen sie an. Eine nach Themen geordnete Bibliografie bot Standardwerke von Holocaustexperten und Historikern, die sich mit dem Thema befassen. Eine weitere Rubrik bot Rezensionen von aktuellen Neuerscheinungen auf dem Buchmarkt, sowohl von Rechtsextremisten selbst als auch von Autoren, die sich mit ihnen befassen. Die Mitarbeiter des IDGR griffen auch in aktuelle Diskussionen ein, indem sie Zeitungskommentare zu Rechtsextremismus ihrerseits dokumentierten und kommentierten.
Eine Seite unter dem Titel „Ermutigungen von Rechtsaußen“ dokumentierte eine Auswahl der Hassbriefe, die den IDGR nach eigener Aussage fast täglich erreichten. Die Herausgeberin betonte, dass Post mit strafrechtlich relevanten Inhalten nicht dokumentiert, sondern der Staatsanwaltschaft übergeben werde. Dennoch wurden bereits in den vorgestellten Briefen und E-Mails Mord- und Gewaltandrohungen angedeutet.

## Resonanz
Der IDGR informierte über Rechtsextremismus, Neonazismus und Antisemitismus, um diese zu bekämpfen. Diese Zielsetzung und ihre Umsetzung wurden verschieden beurteilt. Überwiegend positiv bewertete Andreas Klärner, damaliger Mitarbeiter am Hamburger Institut für Sozialforschung, das Angebot 2004 als Rezensent für H-Soz-u-Kult:

„Der IDGR ist die erste Adresse im WWW, wenn man sich über den deutschen und internationalen Rechtsextremismus informieren will. Dies gilt sowohl für ein wissenschaftliches als auch für ein allgemein interessiertes Publikum.“

Die Artikel und Lexikoneinträge seien gut recherchiert, Sekundärquellen nachgewiesen. Nur der unbegründete Verzicht auf den „Nachweis von Primärquellen in Form von Links zu rechtsextremen Web-Seiten“ sei unverständlich und schränke den wissenschaftlichen Informationsgehalt des IDGR „deutlich ein“.
Das 2000 von der Bundesregierung gegründete und vom Bundestag unterstützte Bündnis für Demokratie und Toleranz zeichnete den IDGR 2002 mit einem Preis von 5.000 Euro für seine ehrenamtliche Arbeit aus.
Negativ bewertet wurden manche Informationen des IDGR über Kontakte, Vernetzungen und ideologische Berührungspunkte zwischen rechtskonservativen und rechtsextremen Gruppen und Medien. Rechtskonservative sahen darin eine unbelegte Konstruktion und unzulässige Vermischung von Konservatismus und Rechtsextremismus mit der Absicht, Demokraten in die Nähe rechtsextremer Bestrebungen zu rücken und damit zu verleumden. Sie hielten den IDGR für befangen und seinen Begriff von Rechtsextremismus für ideologisch geprägt. Claus Wolfschlag, Mitautor der Jungen Freiheit, stufte einige der IDGR-Autoren als Linksextremisten ein und kritisierte, der IDGR betreibe vor allem Diffamierung und politisch motivierten „Anprangerungsjournalismus“.
Kritisiert wurden Werturteile in einzelnen IDGR-Artikeln. So stellte Monika Kirschner Silvio Gesell als „Vertreter eines völkischen Antikapitalismus“ dar, der der NS-Ideologie nahegestanden habe. Werner Onken, Herausgeber der Schriften Gesells, kritisierte dies als ungeprüfte und nicht mit Primärzitaten belegte Wiederholung und Verbreitung von „Falschinformationen und Fehlinterpretationen seines Werkes“.

## Einstellung
Im Spätjahr 2006 nahm Margret Chatwin die Webseiten des IDGR vom Netz. Als Begründung nannte sie, dass ein privat betriebenes Informationsprojekt aufgrund zahlreicher Angebote zum Thema Rechtsextremismus inzwischen nicht mehr so notwendig sei wie zur Gründungszeit des IDGR. „Die ursprüngliche Idee des Internet“ werde „zusehends vermarktet und zu Grabe getragen.“ Die ohne Autoren- und Nutzerentgelt gesammelten, verfassten und nutzbaren IDGR-Informationen würden unter dem Schutz der Justiz kommerziell verwertet.
Bereits zuvor hatten frühere Mitarbeiter des IDGR ein Projekt namens redok gegründet, das sich mit Recherchen und Berichten zu ähnlichen Themen wie denen des IDGR befasst und sie im Internet veröffentlicht. Am 27. März 2007 ergänzte Chatwin ihre Abschlusserklärung: redok sei kein Nachfolgeprojekt des IDGR, ganz anders konzipiert und ihm fehlten die wichtigsten, von ihr verfassten Inhalte.

## TV-Beitrag
- Margret Chatwin im Kampf gegen Rechtsextremismus, 2.32 Minuten  Panorama, Das Erste, 25. November 2004